# 景陽宮

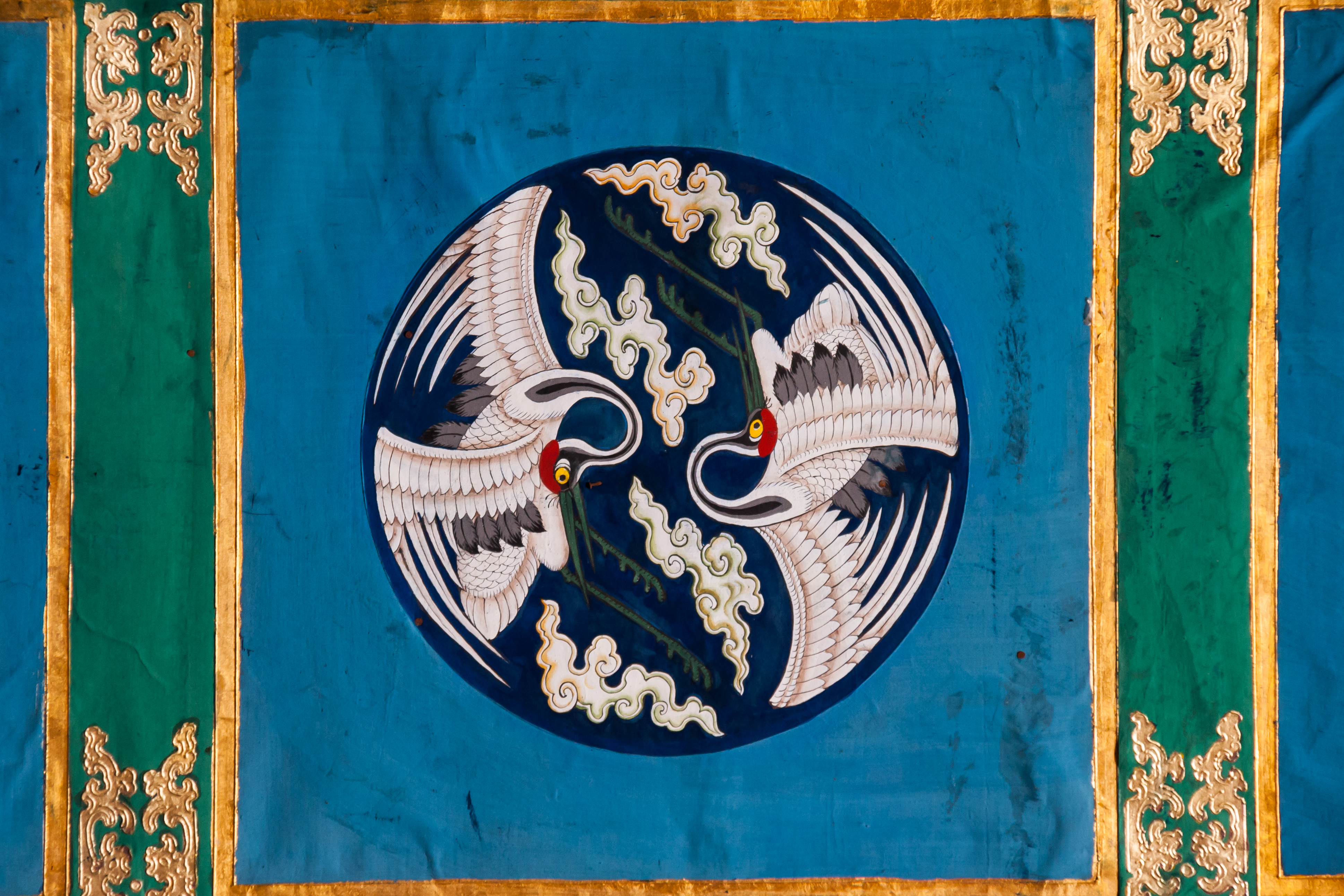
景阳宫双鹤纹天花

景陽宮（穆麟德轉寫：ging yang gung），為紫禁城內廷東六宮之一，位於東六宮區的東北角。

## 历史
景阳宫是紫禁城内廷东六宫之一，位于钟粹宫以东、永和宫以北。明朝永乐十八年（1420年）建成，起初名为“長陽宮”，明朝嘉靖十四年（1535年）更名为“景陽宮”。清朝沿袭明朝旧制，于康熙二十五年（1686年）重修。明朝时，景陽宮是嫔妃居住之所。清朝改为收贮图书之处。
景阳宫位于东六宫东北部，对应八卦中的东北方向艮位，《周易》称“其道光明”，“景阳”即景仰光明之意。
景阳宫正殿前檐挂有“景阳宫”陡匾。乾隆六年（1741年），乾隆帝命依照永寿宫陡匾的式样，制作十一面匾额，并亲自题写，分别挂在东六宫、西六宫除永寿宫之外的其他十一宫的正殿。乾隆帝还下谕旨：“自挂之后，至千万年，不可擅动，即或妃嫔移住别宫，亦不可带往更换。”
1987年8月24日，景阳宫遭受雷击引起火灾，烧毁了局部建筑。事后重修景阳宫，并且安装了避雷针。此次景陽宮火灾是中华人民共和国成立以来故宫发生的最大一次火灾。
景陽宮曾经常年展出故宫博物院藏珐琅器文物。2008年北京奥运会期间，景陽宮推出“金昭银辉——故宫博物院藏清代金银器展”，展出故宫博物院藏金银器，此后景陽宮改为故宫博物院金银器馆。馆内展出的金发塔，原来曾在故宫博物院珍宝馆展出，设在景阳宫的金银器馆开馆后便移至金银器馆展出，该塔是乾隆帝在其母崇庆皇太后去世不到一个月时，下诏制作的一座金塔，精美异常，专门用来盛放崇庆皇太后生前梳落的头发。

## 建筑
景陽宮为二进院，保持着明朝初年始建时的格局。主要建筑有：
- 景阳门：景阳宫的正门，坐北朝南。[1]
- 景阳宫：为前院正殿，面阔三间，黄琉璃瓦庑殿顶，和东六宫的其他五宫的屋顶形制不同。檐角走兽五个，檐下施斗栱，绘有龙和玺彩画。明间开门，次间安装玻璃窗。明间室内悬挂乾隆帝题“柔嘉肅敬”匾。天花采用双鹤图案，内檐绘有旋子彩画，室内用方砖墁地。景阳宫前设有月台。[1]东室有乾隆帝御书对联：“生機對物觀其妙，義府因心獲所寧”。西室有乾隆帝御书对联：“蜃牕日朗蘭噴霧，雞樹風清玉藹春”。又有乾隆帝御书对联曰：“书圃礼园无斁好，瓯香研净有余欣”。[9]
  - 东配殿、西配殿：景阳宫前有东、西配殿各三间，均为明间开门，黄琉璃瓦硬山顶，檐下绘有旋子彩画。[1]
- 御书房：为后院正殿，面阔五间，明间开门，黄琉璃瓦歇山顶。次间、梢间是槛墙、槛窗，檐下施斗栱，绘有龙和玺彩画。清朝乾隆年间，宋高宗所书《毛诗》以及马和之所绘《诗经图卷》收藏于此，故乾隆帝题额曰“学诗堂”。东六宫、西六宫每逢年节张挂的《宫训图》原来便收藏于此。[1]御书房对联为“古香披拂圖書潤，元氣衝融物象和”。[9]
  - 静观斋：御书房前的东配殿，面阔三间，明间开门，黄琉璃瓦硬山顶，檐下绘有旋子彩画。[1]前檐悬挂“静观斋”陡匾。
  - 古鑑斋：御书房前的西配殿，面阔三间，明间开门，黄琉璃瓦硬山顶，檐下绘有旋子彩画。[1]前檐悬挂“古鑑斋”陡匾。
  - 井亭：后院西南角有井亭一座，位于御书房西配殿以东，正殿景阳宫以北。[1]

## 居住者
- 明萬曆朝恭妃王氏：王氏本為神宗生母慈聖皇太后的宮女，在偶然的機會下被明神宗臨幸，因而懷下日後的明光宗，但王氏只得到了「恭妃」的徽號，並未受寵，之後被安排住入景陽宮，形同被打入冷宮，而她所生的皇長子朱常洛，因朝臣不斷上奏章而被封為皇太子，但明神宗卻隔絕母子倆的聯繫。王恭妃在景陽宮中日夜哭泣，最後哭瞎雙眼。萬曆三十九年九月（1611年），王恭妃病危，皇太子朱常洛聞訊後請求明神宗准許前往探視生母，最後獲准，朱常洛遂奮力衝破深鎖的景陽宮宮門見到了母親，生離死別之际，已失明的王恭妃只能以手代眼拉著朱常洛的衣角哭着说：「儿长大如此，我死何恨！」随后王恭妃便與世長辭了。明光宗在位不到一个月即因紅丸案暴毙，随后明熹宗即位，正式为王恭妃上尊谥“孝靖温懿敬让贞慈参天胤圣皇太后”，並迁葬定陵。[10]
- 清朝時，景陽宮作為後宮貯藏圖書之處，無后妃居住。